# Joanna (tipografía)
Joanna es una tipografía con serifa diseñada por Eric Gill (1882-1940) entre 1930 y 1931, que recibe su nombre del de una de sus hijas. Gill eligió Joanna para la composición de su libro "An Essay on Typography", sobre sus reflexiones sobre tipografía, composición tipográfica y diseño de páginas.  La describió como "una tipografía de libro sin adornos extravagantes". 

## Diseño
Joanna se basa en la letra romana del Renacimiento. Sin embargo, las serifas cuadradas, definidas y sobrias, y el mínimo contraste de trazos le confieren al diseño un aire moderno del siglo XX, que recuerda a las serifas Didone y slab-serif del siglo XIX, pero mucho más ligeras que la mayoría de las tipografías de este estilo. Es muy similar a la tipografía anterior de Gill, Solus, también bastante ligera y uniforme, con serifas horizontales similares a la tipografía preexistente de Monotype, Bodoni 135.  [ a ] (Solus nunca fue especialmente popular, quizás porque no tenía cursiva. [ b ] )
Muchas de las formas de las letras de Joanna son características de Gill, por ejemplo, la falta de serifa en la esquina superior izquierda de la "a", la pata alargada de la "R" y la "g" itálica similar a la de la escritura a mano (sobre todo en la Letra Cancilleresca), y tienen un aire de familia con sus otros tipos de letra romanas, Cockerel y Perpetua, por ejemplo en su "g" itálica de estilo manuscrito. Todas sus letras parten de su propia escritura lapidaria, que es la que le proporcionó la confianza de Stanley Morison antes de trabajar en tipografía. Las cursivas son más verticales que las tradicionales, con solo una inclinación de unos 3°: de hecho en el grabado original Gill no se molestó en crear mayúsculas itálicas, simplemente usó las verticales.   [ c ] La "f" tampoco desciende por debajo de la línea base.

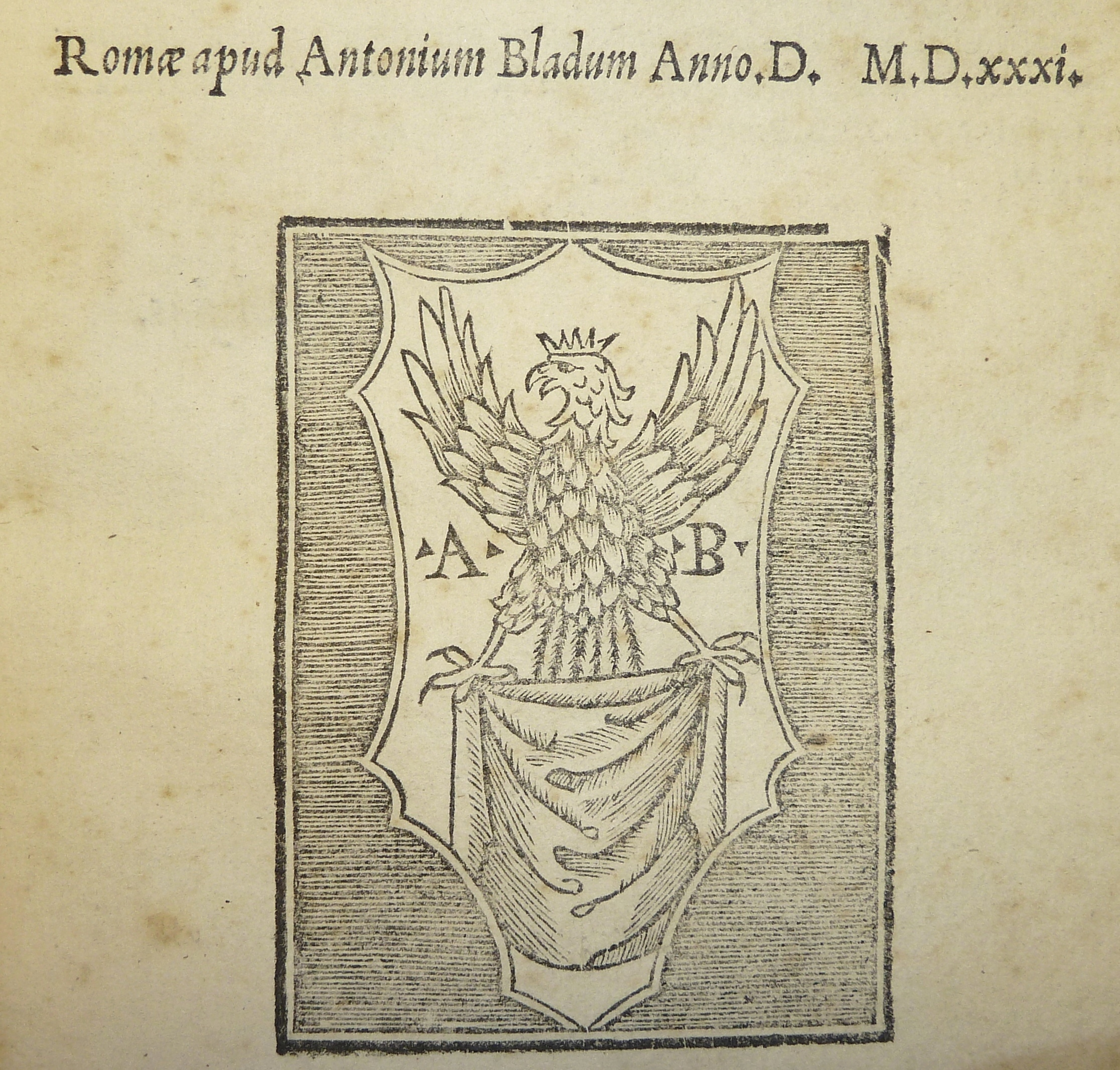
Un libro publicado por Antonio Blado en 1531, que utilizaba la cursiva habitual en la época o Letra grifa, similar a la Joanna: cursiva minúscula, versalitas mayúsculas verticales, con una inclinación moderada de la cursiva. El concepto moderno de cursiva con mayúsculas inclinadas no era corriente en la época.

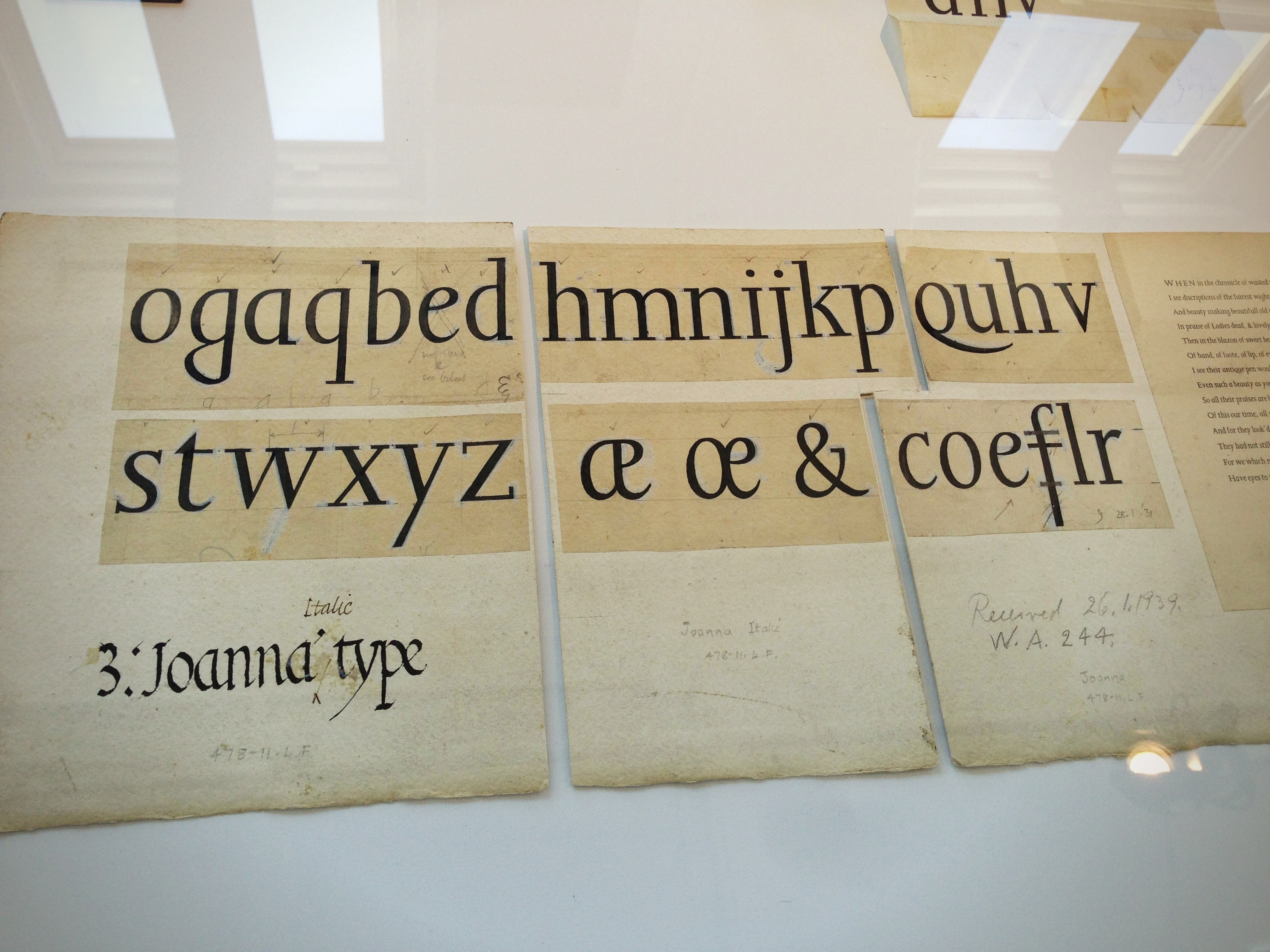
Dibujos de Gill para la cursiva

La tipografía fue diseñada originalmente para uso exclusivo de la imprenta de Gill, Hague & Gill, que llevaba con su yerno René Hague.  La fundición Caslon produjo inicialmente una pequeña cantidad para composición manual. En la versión metálica, Gill utilizó dos tamaños de mayúsculas: uno a la altura de los ascendentes y otro por debajo, que se podían usar según la intensidad deseada. 
En torno a 1937, Monotype regrabó Joanna para su sistema de composición en caliente (la Monotipia) para uso del editor JM Dent . Finalmente Monotype autorizó su publicación en 1958, tras el fallecimiento de Gill, cuando expiró la exclusividad de J. M. Dent. Se presentó por primera vez en el Monotype Recorder en 1958, acompañada de una exposición sobre su obra.  
Una vez lanzada al público fue usada por Penguin Books en su colección Penguin Modern Classics, en las clásicas cubiertas azul grisáceas de la década de 1960, antes de cambiar a Helvética.  El tipo de metal original era propiedad de Gill y ahora se encuentra parcialmente en la colección de la Biblioteca Clark en Los Ángeles.  
El amigo y posterior bibliógrafo de Gill Robert Harling, la describió en 1976 en un libro sobre la obra de Gill como innovadora por su reducido contraste: «Las formas de las letras tienen carácter y belleza, disciplina y alegría. Ningún otro alfabeto de este siglo ha logrado hacer que la afectación tipográfica sea tan legible... desafiando casi todos los cánones tipográficos de la época... La itálica de Joanna triunfa». 

### Joanna Nova
Al igual que varias tipografías Monotype digitalizadas en los inicios de la era digital, la versión digital original fue criticada por ser demasiado clara en comparación con la original, aunque este efecto puede compensarse al imprimir en papel de mala calidad en el que la tinta tiende a absorberse y extenderse.   
Monotype lanzó en 2015 una digitalización más completa y con más cuerpo llamada Joanna Nova (en la imagen), de Ben Jones.  
Todas las versiones de Monotype son algo diferentes al tipo Caslon original hecho para Gill, que se usó en la primera edición de An Essay on Typography (el historiador James Mosley lo considera superior al de Monotype, y Vivian Ridler también notó que la versión de Monotype en algunos aspectos tenía menos carácter que la de metal),  y Jones describió su objetivo como llegar a un compromiso entre las diferentes versiones "para crear la versión de Joanna que aparece en tu mente cuando piensas en Joanna".  
La familia incluye 18 fuentes en 9 gruesos y 2 gruesos, con sus cursivas. El conjunto de caracteres compatible incluye W1G.
 

### Joanna Hellenic (1998)
Joanna Hellenic es una versión griega de Joanna diseñada por Hector Haralambous.
La familia incluye 7 familias en 4 gruesos y 1 ancho, con sus cursivas en todas excepto en la de mayor peso.

### Joanna Sans Nova (2015)
Monotype lanzó Joanna Nova en 2015 con un diseño sans-serif a juego, Joanna Sans Nova de Terrance Weinzierl, que pretendía parecerse un poco a Gill Sans pero complementar más a Joanna, con una cursiva de inclinación más normal que no estaba inspirada en ninguna de las dos. 
La familia incluye 16 familias en 8 y 2 gruesos, con sus cursivas. El conjunto de caracteres compatible incluye W1G.

### FF Scala (1990)
Una de las tipografías más influidas por Joanna es FF Scala, diseñada en 1990 por el diseñador tipográfico holandés Martin Majoor y publicada por FontFont. Es similar en su simplicidad geométrica combinada con la forma de letra tradicional.  Majoor creó un diseño sans-serif complementario, FF Scala Sans. La superfamilia tipográfica resultante fue una de las primeras en popularizarse y sigue siendo común en la impresión de libros. 
Joanna es la tipografía corporativa del Departamento de Seguridad Nacional de los Estados Unidos, mientras que Scala se utiliza en su sello.  